# Château de Tilly
Ne doit pas être confondu avec Château de Tilly-sur-Seulles.
Le château de Tilly est une demeure de la première moitié du XVIe siècle construite à l'emplacement d'un château primitif fondé au XIe siècle, dont il ne subsiste que le mur d'enceinte, qui se dresse sur le territoire de la commune française de Boissey-le-Châtel dans le département de l'Eure, en région Normandie.
Le château est inscrit au titre des monuments historiques.

## Localisation
Le château de Tilly est situé allée de Guise, à l'orée du parc de Guise, à 400 mètres au nord-est de la commune de Boissey-le-Châtel, dans le département français de l'Eure.

## Historique
Le château de Tilly, qui tient son nom de la famille de Tilly (-sur-Seulles), fut construit vers 1530-1535 pour Claude Ier Le Roux, vicomte d'Elbeuf, seigneur du Bourgtheroulde et conseiller au parlement de Normandie à l'emplacement d'un ancien château fort du XIe siècle dont il ne subsiste que le mur d'enceinte. Cette même année 1535, il reçoit au château le roi François Ier. 
Philippe Seydoux attribut la construction du château à ses parents, Guillaume II Le Roux et Jeanne Jubert, au début du XVIe siècle.
Madeleine Le Roux (1677-1705) épouse en 1698 Maximilien Constantin Anzeray de Courvaudon, conseiller puis président au Parlement de Normandie et lui apporte le château de Tilly . Leur fille Catherine Madeleine Anzeray de Courvaudon (1699-1773), dame de Tilly, épouse en 1714 Pierre Nicolas Baudouin de Gonzeville, conseiller au Parlement de Normandie. Leur fille Catherine Françoise Baudouin de Gonzeville lègue le château après la Révolution à son cousin Bon Henri Pierre Le Viconte de Blangy (1775-1827), qui est élu maire de Boissey le Châtel, conseiller-général et député de l'Eure. Le château passe après lui à son fils, Christian de Blangy, aussi maire de Boissey le châtel, conseiller-général de l'Eure (1808-1896), qui le fait restaurer sous le second empire. Après sa mort, le château est vendu en 1897 à M. Lainé-Condé, qui le fait à nouveau restaurer et réaménager. 
Revendu en 1932, il subit l'occupation en 1940-1944., puis sert d'hébergement provisoire après la guerre. Inhabité dans les années 1980, il bénéficie à partir de 1990 d'une importante campagne de restauration, qui lui a rendu son éclat.

## Description
Le château de Tilly se compose d'un corps de logis de plan rectangulaire, construit en brique et pierre. Il était à l'origine couvert par deux toits en pavillon symétriques qui ont été remplacés depuis par un seul grand toit. La façade antérieure est encadrée par deux tours rondes, la façade postérieure comportant en son centre une haute tourelle abritant un escalier hélicoïdal, dit escalier à la « Rihour » et sommée par un belvédère surmonté d'un lanternon. 
De 1897 à 1905, la restauration menée par l'architecte Émile Janet a modifié les façades et la distribution intérieure. Le château est situé au centre d'une enceinte ovoïde à mur crénelé, et petites tours rondes pourvues de bouches à feu. Ce mur et ses douves (aujourd'hui disparues) ne remplissaient aucune fonction militaire.
Les dépendances situées dans une basse-cour ont été agrandies vers 1900,.
Une motte féodale est encore présente dans la forêt attenante au parc du château.

## Protection
Sont inscrits au titre des monuments historiques :
- le château, avec le colombier, les tourelles et les courtines de l'ancienne enceinte, par arrêté du 9 juillet 1932 ;
- le terrain d'assiette du château avec le sol des fossés disparus ; les façades et toitures des communs, par arrêté du 17 juillet 2007.